# Barry Abdullaje
Barry Abdullaje (ur. 25 marca 1965 w Gwinei) – polsko-brytyjski aktor niezawodowy, filmowy i telewizyjny; z wykształcenia ekonomista.

## Filmografia
- 1997 Wojenna narzeczona jako żołnierz w stalagu
- 1997 Pokój 107 jako Ebuke
- 1999 Ajlawju jako Gary
- 1999 Gwiazdka w Złotopolicach jako mieszkaniec nigeryjskiej wioski
- 2000-01 Na dobre i na złe jako dr Abdul Dialo
- 2000 Zakochani jako pasażer samolotu